# جبل بيغ سبنسر
جبل بيغ سبنسر (بالإنجليزية: Big Spencer Mountain)‏ هو جبل يقع في مقاطعة بيسكاتاكيس في ولاية مين، يحيطه من الغرب جبل ليتيل سبنسر.